# Kleistoi dromoi
Kleistoi dromoi è un film del 2000 diretto da Stavros Ioannou.